# Franciszek Jawdyński

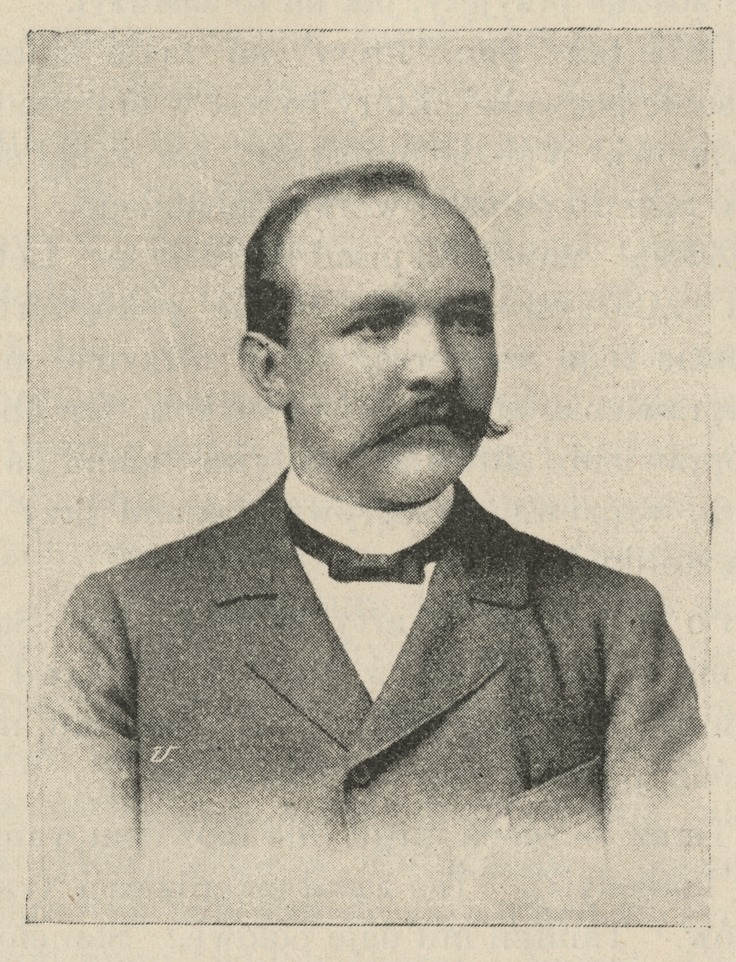
Franciszek Jawdyński

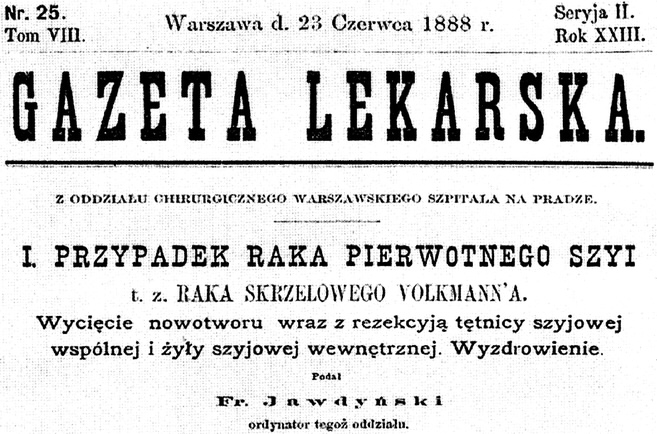
Nagłówek artykułu Jawdyńskiego z 1888 roku

Franciszek Ksawery Jawdyński (ur. 2 grudnia 1851 w Warszawie, zm. 21 stycznia 1896 tamże) – polski chirurg.
Syn Józefa Jawdyńskiego. Uczęszczał do warszawskiego gimnazjum od 1864 do 1871, następnie studiował na wydziale lekarskim Cesarskiego Uniwersytetu Warszawskiego. Dyplom otrzymał cum eximia laude 23 października 1876. Następnie pracował jako nadetatowy asystent chirurgii w Szpitalu Dzieciątka Jezus i Szpitalu św. Ducha. Od 1886 samodzielny nadetatowy asystent w Szpitalu Przemienienia Pańskiego.
W grudniu 1895 podczas operacji ukłuł się w palec i zaraził od pacjenta nosacizną. Zmarł 21 stycznia następnego roku. Został pochowany na Cmentarzu Powązkowskim.
Jako jeden z pierwszych opisał w 1888 metodę radykalnej operacji węzłów chłonnych szyi, znanej dziś jako operacja Crile’a lub operacja Jawdyńskiego-Crile’a. 